# إيرول لي كين
إيرول لي كين (بالإنجليزية: Errol Le Cain)‏ هو رسام توضيحي ورسام رسوم متحركة بريطاني، ولد في 5 مارس 1941 في سنغافورة، وتوفي في 3 يناير 1989 في برستل في المملكة المتحدة.